# Puig
Puig (каталанское произношение Пуч) — это многонациональная барселонская компания, работающая в области моды и духов. Антонио Пуч Кастельо основал компанию в 1914 году в Каталонии, в Барселоне (Испания). Сегодня компанией по-прежнему управляет семья Пуч.
«Пуч» продает свою продукцию в 150 странах и имеет прямое присутствие в 26 из них, обеспечивая работой 4472 человека по всему миру. Оборот компании в 2018 году составил 1,9 млрд евро чистого дохода и 242 млн евро чистой прибыли.
Как в области моды, так и в индустрии ароматов «Пуч» работает под брендами «Нина Риччи», «Каролина Эррера» и «Пако Рабан». В секторе моды также является мажоритарным акционером дома моды «Жан-Поль Готье». Кроме того, в парфюмерии на основании лицензий компания осуществляет свою деятельность от имени ряда торговых марок, среди которых стоит отметить такие, как «Comme des Garçons», «Antonio Banderas», «Валентино» и «Shakira».

## История компании

### Основание и первые годы

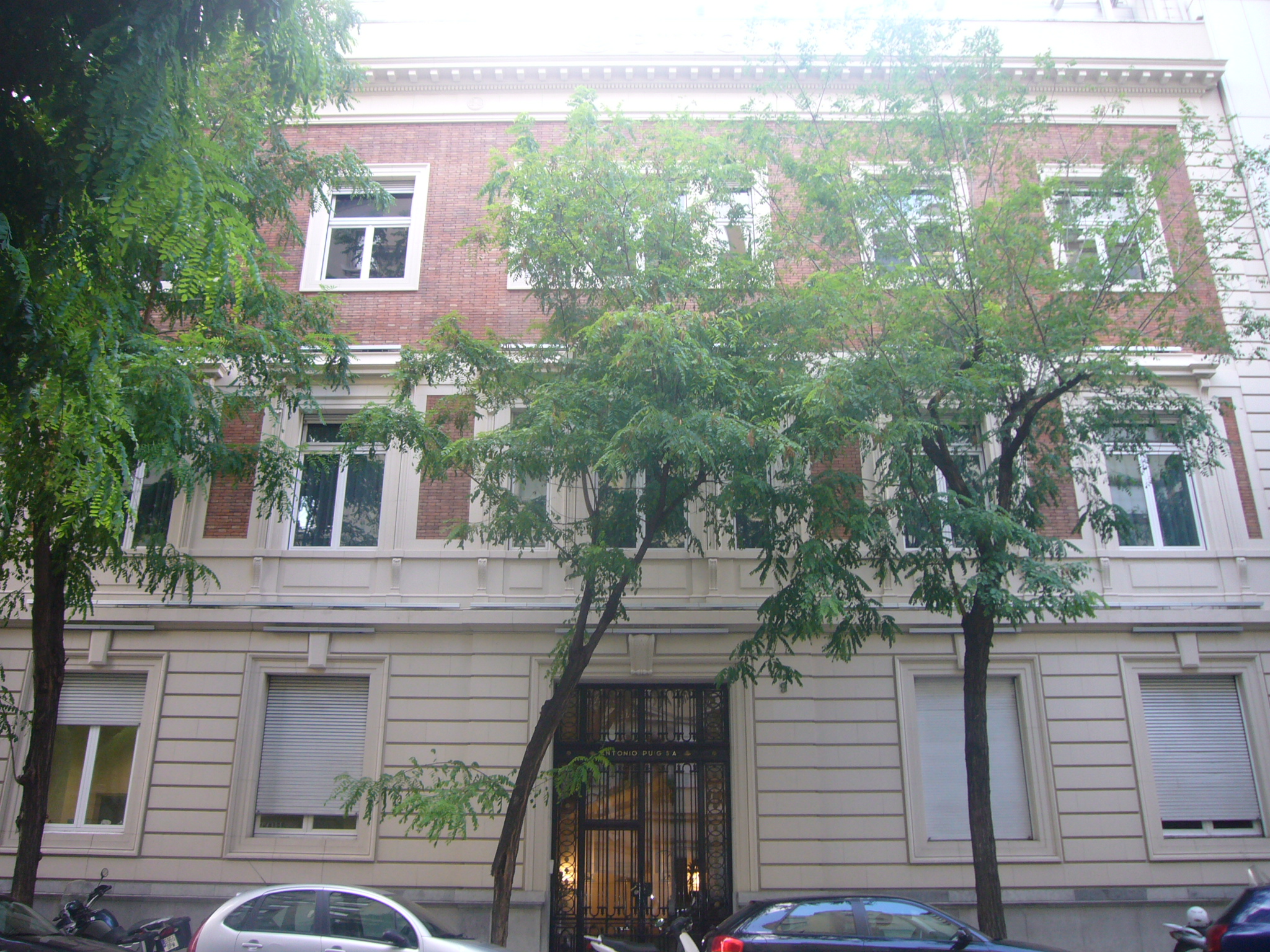
Бывший офис компании Пуч находится в Травессера-де-Грасиа, Барселона.

Истоки предприятия восходят к 1914 году, когда Антонио Пуч Кастельо основал свою компанию. В то время компания взяла имя своего основателя и стала называться «Антонио Пуч» АО. И с тех пор предприятие сосредоточило свой бизнес в секторах косметики и парфюмерии.
В 1922 году компания выпустила на рынок Миледи — первую губную помаду, сделанную в Испании.
В 1940-х годах компания начала продавать духи с запахом лаванды «Агуа лаванда Пуч», которые станут одним из её эмблематических продуктов. В те же годы основатель компании Антонио Пуч принял решение о переносе фабрики и офисов в здание, расположенное на улице Травессера де Грасиа в районе Грасия в Барселоне.
В последующие годы в управление компанией вошли четверо сыновей основателя. Несмотря на то, что смена поколений в руководстве компанией происходила постепенно, пришло время, когда Антонио Пуч полностью передал сыновьям право принимать решения: Мариано и Антонио взяли на себя парфюмерию, Хосе Мария занялся диверсификацией, а Энрике институциональными отношениями.

### Международная экспансия
В 1959 году компания начала свою международную экспансию, построив новую фабрику в промышленной зоне Бесос в Барселоне, а с другой стороны, создав первый филиал за пределами Испании, в США.
В 1968 году был открыт филиал в Париже. Это произошло в момент присоединения к компании «Пуч» торговой марки испанского дизайнера Пако Рабана. В результате этого сотрудничества в 1969 году началась продажа духов «Каландр». В 1976 году компания построила парфюмерную фабрику во Франции, в Шартре. В 1987 году «Пуч» полностью приобретает Дом моды Пако Рабана.
Одной из ключевых вех в международной экспансии была договоренность, достигнутая в 1980 годах с венесуэльским дизайнером Каролиной Эррерой в Нью-Йорке, о создании и коммерциализации всех её ароматов. Годы спустя, в 1995 году, к компании «Пуч» также был присоединен бизнес Каролины Эррера в индустрии моды.

### Переименование: «Пуч Бьюти и Фэшн Групп»

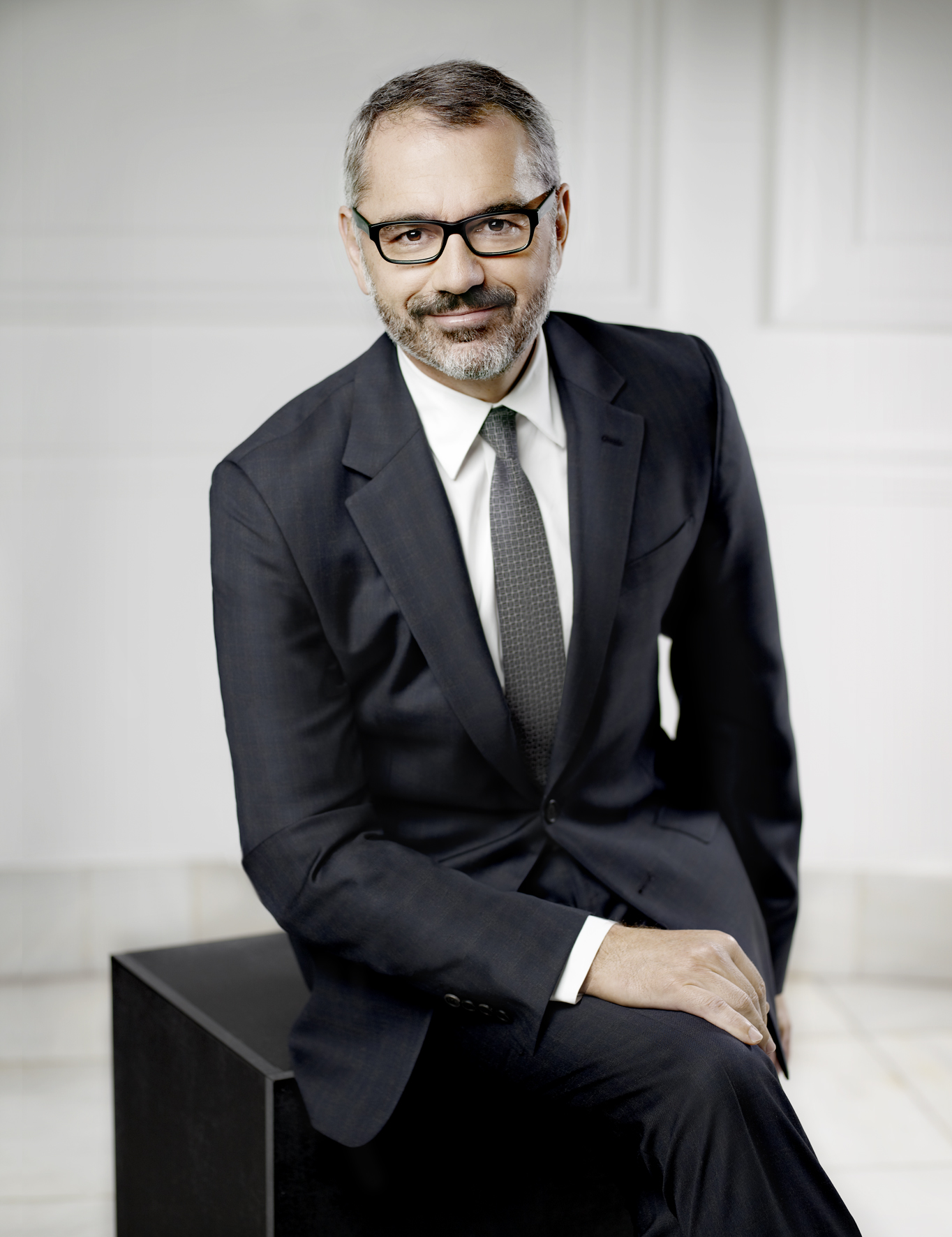
Марк Пуч, исполнительный президент компании.

В 1997 году «Пуч» заключает соглашение с Антонио Бандерасом о создании и последующей коммерциализации бренда «Ароматы от Антонио Бандераса». В следующем году компания приобрела торговую марку «Нина Риччи», продолжая таким образом осуществлять политику приобретения престижных брендов. В связи с расширением бизнеса семья Пуч в 1999 году реорганизовала компанию, изменив её название на «Пуч Бьюти и Фэшн Групп» и объединив в одной и той же структуре три направления бизнеса: моду, косметику и парфюмерию.
В соответствии с этой политикой экспансии «Пуч» приобретает испанские компании «Парфюмерия Галь» и «Мирурхия». Эти шаги упрочили лидерство «Пуч» на испанском рынке. Кроме того, в результате этих приобретений в компанию Пуч были интегрированы среди других торговых марок такие марки, как «Адольфо Домингес», «Massimo Dutti» и «Эно де Правья».
В 2002 году частью компании стал французский дом моды «Comme des Garçons», а год спустя была приобретена фирма, которая занималась духами итальянской Prada. Оба бренда стали составлять часть каталога ароматов компании.
В 2000-х годах произошли изменения в топ-менеджменте компании. Марк Пуч, представитель третьего поколения семьи, стал сначала генеральным директором и затем, в 2007 году, исполнительным президентом; должность вице-президента занял при этом Мануэль Пуч. Во главе с новым руководством в 2008 году было достигнуто соглашение с колумбийской певицей Шакирой о создании и внедрении на мировой рынок ароматов с её именем.

### «Пуч» в настоящее время
В 2009 году «Пуч Бьюти и Фэшн Групп» изменила своё торговое название второй раз и стала известной просто как «Пуч».
Самыми последними приобретениями холдинга «Пуч», вошедшими в состав его структуры, были бренды итальянского дизайнера Валентино (в 2010 году) и французского модельера Жана-Поля Готье. В последнем случае «Пуч» стал также мажоритарным акционером, купив 45 % акций у французской группы Hermès и 10 % у самого Жана-Поля Готье, который тем не менее сохранил своё творческое руководство. В течение 2013 года офис компании Пуч переехал во Францию, на всем известные Елисейские поля в Париже.
В 2014 году компания отметила столетний юбилей открытия нового головного офиса, расположенного в Плаза-де-Европа, Оспиталет-де-Льобрегат, название которого Торре Пуч. Эта башня является произведением архитектора Рафаэля Монео, лауреат Притцкеровской премии, и GCA Arquitectos. Здание было открыто Астурийским Принцем. Башня получила золотой сертификат Leed, в знак признания качества здания по отношению к окружающей среде. При входе в здание расположена статуя испанского художника, скульптора Жоа́н Миро́, переданная на 2 года Фондом Жоана Миро.
С другой стороны, в последние годы Puig сделал ставку на рост за счет приобретения новых нишевых брендов, таких как контрольный пакет акций Dries Van Noten, одновременно стимулируя развитие Penhaligon's и L'Artisan Perfumeur с эксклюзивным присутствием в Париже. Кроме того, компания завершила сделку по приобретению Eric Buterbaugh Los Angeles и достигла соглашения с Christian Louboutin о развитии своего бизнеса в сфере красоты.

## Статистические данные
«Пуч» в настоящее время имеет четыре фабрики, которых находятся во Франции и Испании, производя 331 млн единиц парфюмерной продукции каждый год. Благодаря такому объёму производства в 2010 году была достигнута доля 7,6 % в мировом бизнесе парфюмерии, которая пятью годами раньше составляла 3,5 %, что равносильно 35 % мирового прироста производства за этот период.
Компания реализует свою продукцию в 150 странах и имеет прямое присутствие в 26 из них, обеспечивая работой 4472 человека по всему миру. Её оборот в 2018 году составил 1,9 млрд евро чистого дохода и 242 млн евро чистой прибыли.

## Связь с миром парусного спорта

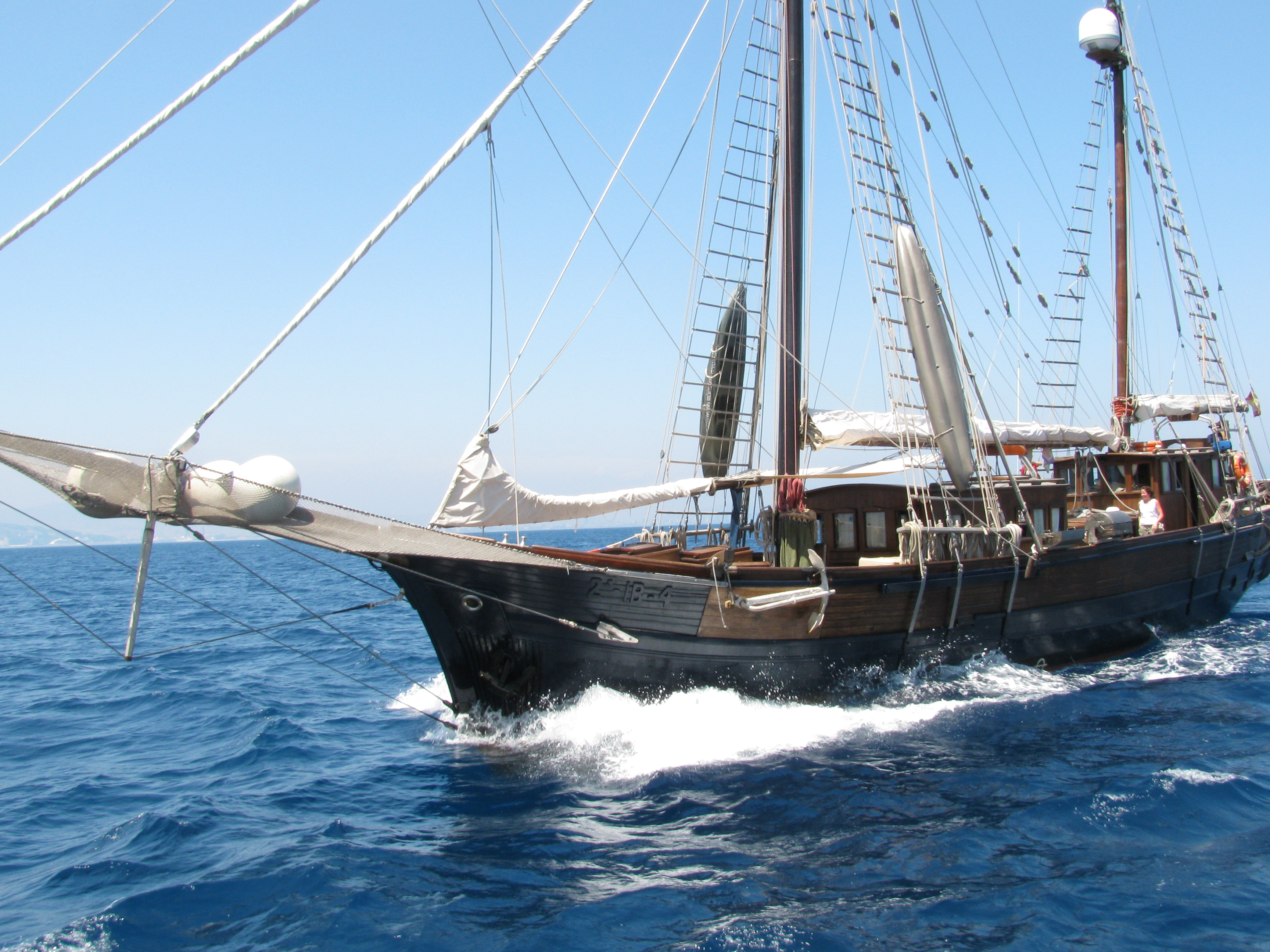
Одно из классических судов на регате «Пуч Вела Класика» в 2010 г.

Семья Пуч всегда была тесно связана с миром парусного спорта, особенно в лице уже ушедшего из жизни Энрике Пуча, директора компании, президента Морского салона и Королевского морского клуба Барселоны. Компания была главным спонсором Кубка короля в парусном спорте с 1984 по 2006 год.
Пуч был владельцем и спонсором парусника «Лазурный камень Пуча», судна, принимавшего участие в самых значительных морских состязаниях международного уровня. Одним из постоянных членов экипажа яхты была инфанта Кристина — младшая дочь короля Хуана Карлоса I.
С 2008 года в сотрудничестве с Королевским морским клубом Барселоны компания продвигает и спонсирует регату «Пуч вела класика», которая проводится ежегодно в июле месяце в водах Барселоны. Главная особенность этой регаты в том, что в ней могут принимать участие только классические и традиционные суда. Эта гонка является одной из самых престижных среди всех регат международного уровня для классических парусников.